# Banca dei Paesi Bassi
La Banca dei Paesi Bassi (in olandese De Nederlandsche Bank NV, DNB) è la banca centrale dei Paesi Bassi ed è membro del Sistema europeo delle banche centrali.

## Storia
La banca è stata fondata il 25 marzo 1814 dal re Guglielmo I e ha subito ricevuto il monopolio dell'emissione di cartamoneta nei Paesi Bassi.
Inizialmente la DNB svolgeva un'importante attività come istituto di credito, inoltre era anche un banco di giro e una banca che deteneva il diritto di stampare moneta. Le azioni della DNB non erano detenute solo dallo Stato, ma anche i privati potevano comperarle.
Dopo il 1850 l'economia olandese crebbe. La Banca centrale aveva grosse riserve di metallo prezioso, con cui concedere molti prestiti. Con la legge bancaria del 1863 l'Istituto ricevette il compito di aprire agenzie in tutta la nazione e negli anni successivi la banca costruì una rete di filiali a livello nazionale. Alla fine dell'Ottocento nacquero banche private che offrivano un assortimento di servizi con cui sottraevano clienti alla DNB. Conseguentemente, il ruolo della Banca centrale cambiò gradualmente, da prestatore alle imprese a prestatore di ultima istanza al sistema bancario. In questo ruolo, la DNB chiedeva di avere una conoscenza della situazione finanziaria delle banche e questo era il primo passo nel ruolo di vigilanza.

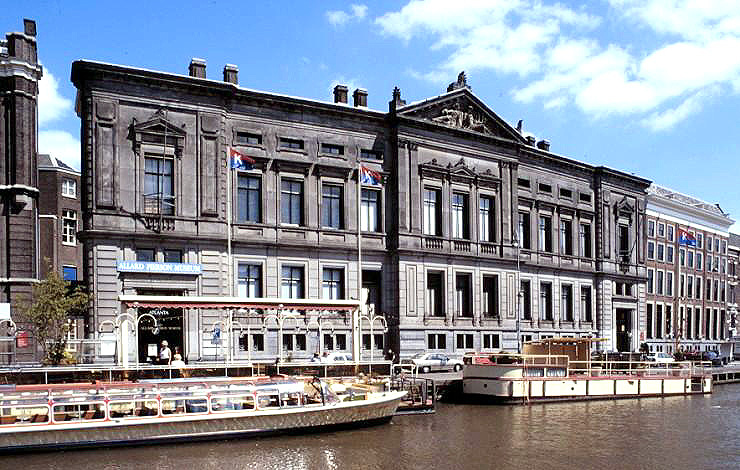
La vecchia sede della banca sull'Oude Turfmarkt

Durante la prima guerra mondiale e la crisi del 1929 il ruolo centrale della DNB all'interno del sistema bancario olandese si rafforzò. Nel 1936 ebbe fine nei Paesi Bassi il sistema del tallone aureo e le banconote non furono più convertibili in oro, così la cartamoneta divenne una moneta fiduciaria.
Nel 1948 fu emanata una nuova legge bancaria, in forza della quale la DNB ricevette l'ulteriore compito di dirigere la politica valutaria. Inoltre, sotto l'influsso della teoria keynesiana, la banca doveva condurre un'armoniosa politica sociale e monetaria. Infine, lo Stato olandese divenne l'unico azionista della banca, che rimase comunque una società per azioni.
La banca ricevette l'ulteriore compito di esercitare la vigilanza sugli istituti finanziari, secondo quanto specificato nella legge sul credito del 1952.

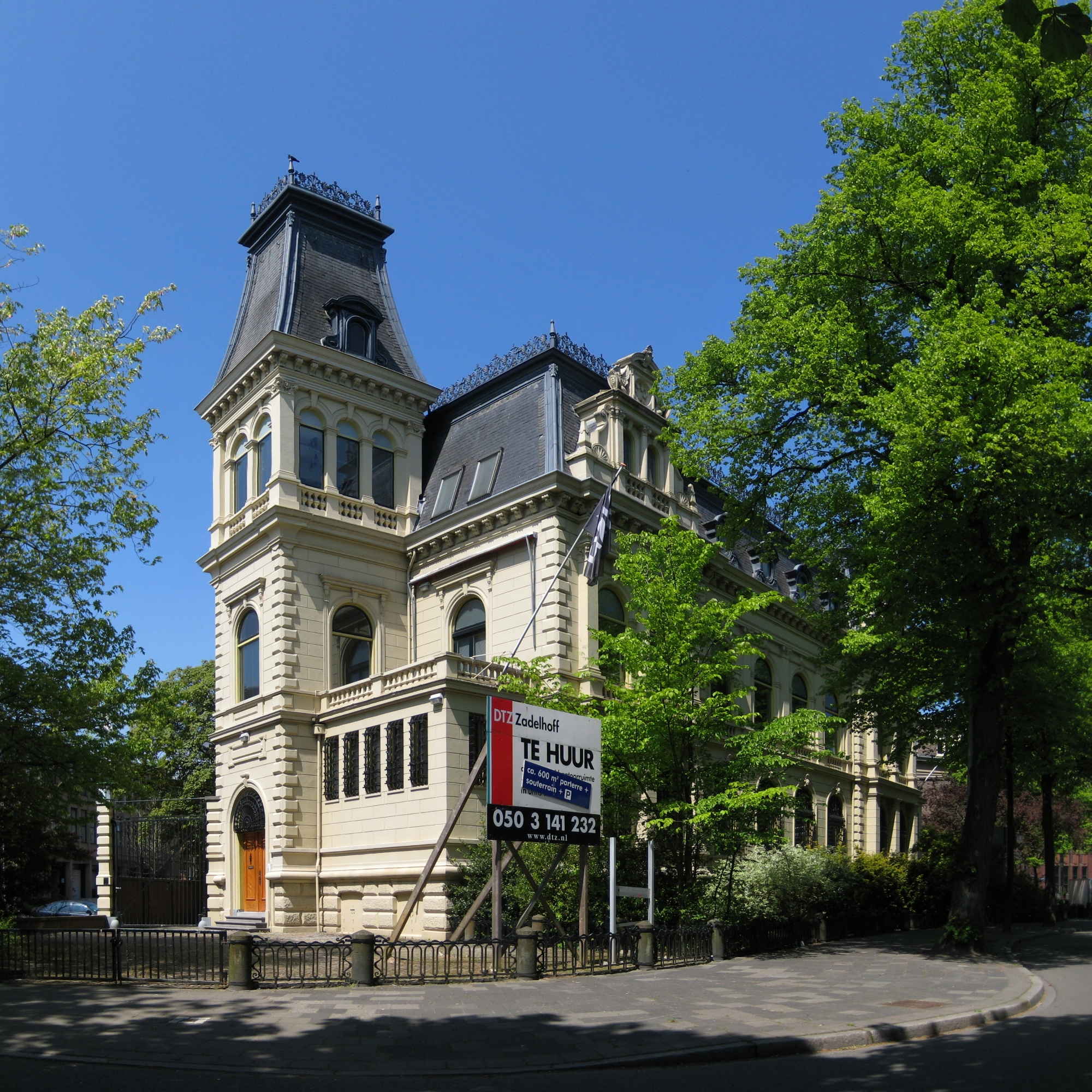
La vecchia agenzia di Groninga

Nel 1978 fu emanata una nuova legge sul credito. La crescita dell'attività bancaria e la sostituzione della differenza fra tipi di banche richiedevano un'ulteriore vigilanza sulle imprese. La DNB ottenne maggiori strumenti di controllo e anche la viglianza su molti più istituti finanziari, fra cui gli istituti di credito fondiario.
Fino all'ingresso dei Paesi Bassi nella Unione economica e monetaria, nel 1999, la banca dei Paesi Bassi fissava il tasso ufficiale di sconto.
In conseguenza dell'entrata in vigore dell'Unione economica e monetaria, ovvero dal 1998, la DNB è membro del Sistema europeo delle banche centrali. Inoltre, molte competenze, fra cui l'emissione della cartamoneta, sono state trasferite alla Banca centrale europea (BCE).
In seguito alle modifiche del 1998 alla legge bancaria, introdotte in ottemperanza al Trattato di Maastricht, la Banca dei Paesi Bassi è diventata completamente indipendente dallo Stato, sebbene lo Stato sia ancora l'unico azionista.
Nel 2005 la banca si è fusa con la Pensioen- en Verzekeringskamer ("Istituto previdenziale e assicurativo").

## Struttura

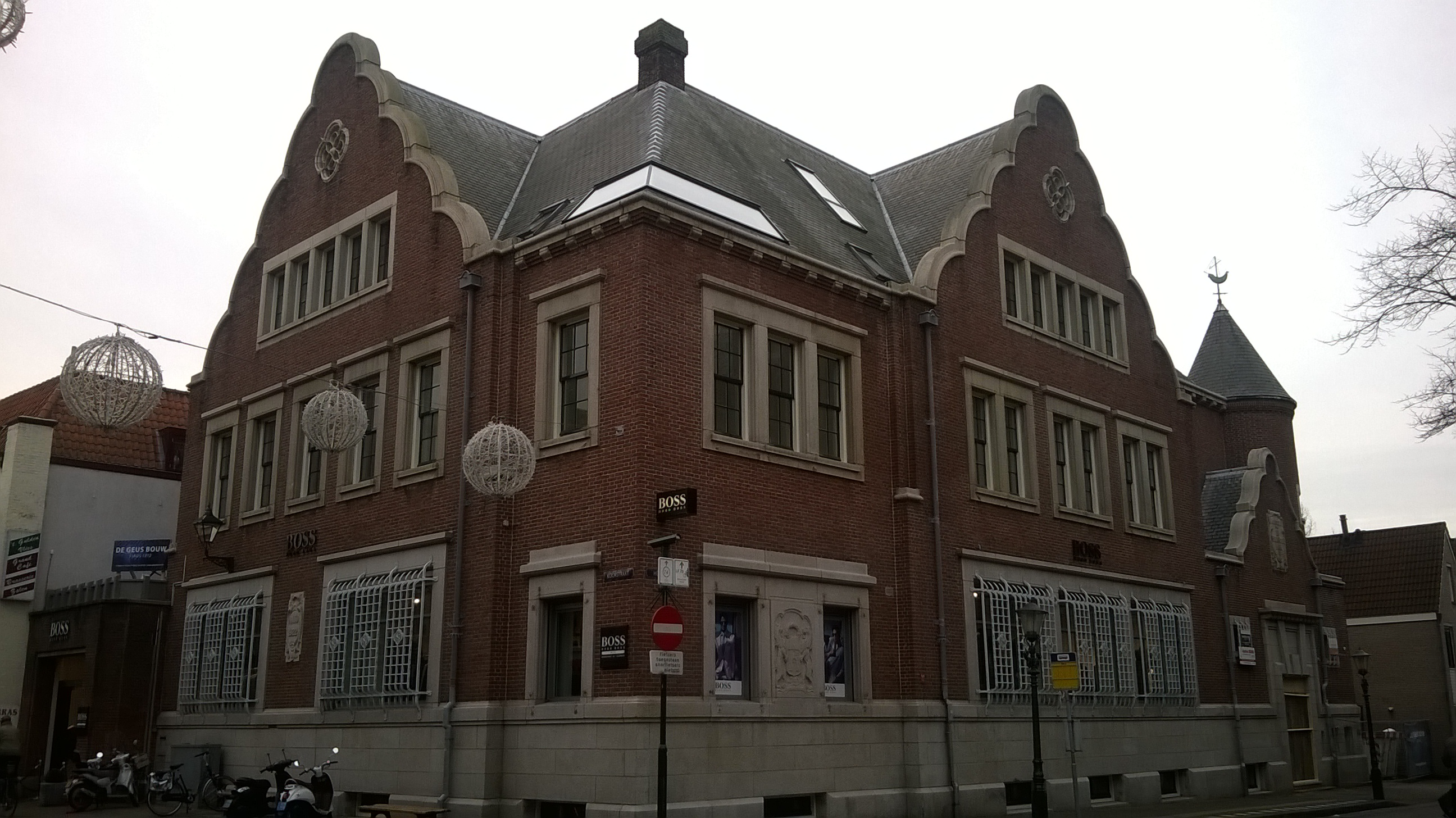
La vecchia agenzia di Alkmaar

La Banca dei Paesi Bassi è una società per azioni (in olandese: naamloze vennootschap NV) avente per unico azionista lo Stato olandese. L'attività quotidiana della banca è guidata dal Consiglio di amministrazione. Essendo una NV, la Banca ha anche un Consiglio di vigilanza (in olandese: Raad van Commissarissen). Infine, c'è un organo consultivo, chiamato Bankraad ("Consiglio della Banca"). La DNB è considerata un ente pubblico indipendente.

## Compiti
I compiti della Banca dei Paesi Bassi sono attualmente definiti dalla legge bancaria del 1998.
Alcuni di essi rientrano nella cornice del Sistema europeo delle banche centrali, e perciò non sono perseguiti autonomamente dalla DNB, ma le relative decisioni sono prese dal consiglio d'amministrazione della Banca Centrale Europea, dove siede anche il presidente della Banca dei Paesi Bassi. I principali compiti di questa categoria sono la politica monetaria (in vista della stabilità dei prezzi) e quella valutaria, per la quale la DNB detiene riserve di valuta estera e svolge operazioni di cambio di valute.
Altre attività, inizialmente autonome, sono sempre più soggette a regole omogenee dettate dal Sistema europeo delle banche centrali. In questa categoria possono rientrare la raccolta dei dati statistici e l'elaborazione degli stessi (È, ad esempio autonoma l'attività di elaborazione statistica svolta per paesi extracomunitari) nonché l'attività di sviluppo di un sistema efficiente di pagamenti rientra in parte sotto la guida del SEBC (ad esempio la circolazione delle banconote) e in parte è svolto autonomamente.
Analogamente si può dire per l'attività di vigilanza sulle banche, istituzioni finanziarie e cambiavalute.
La Banca funge, infine, da prestatore di ultima istanza per le banche olandesi.
Il presidente della Banca è anche membro del Consiglio economico e sociale dei Paesi Bassi.

## Sedi

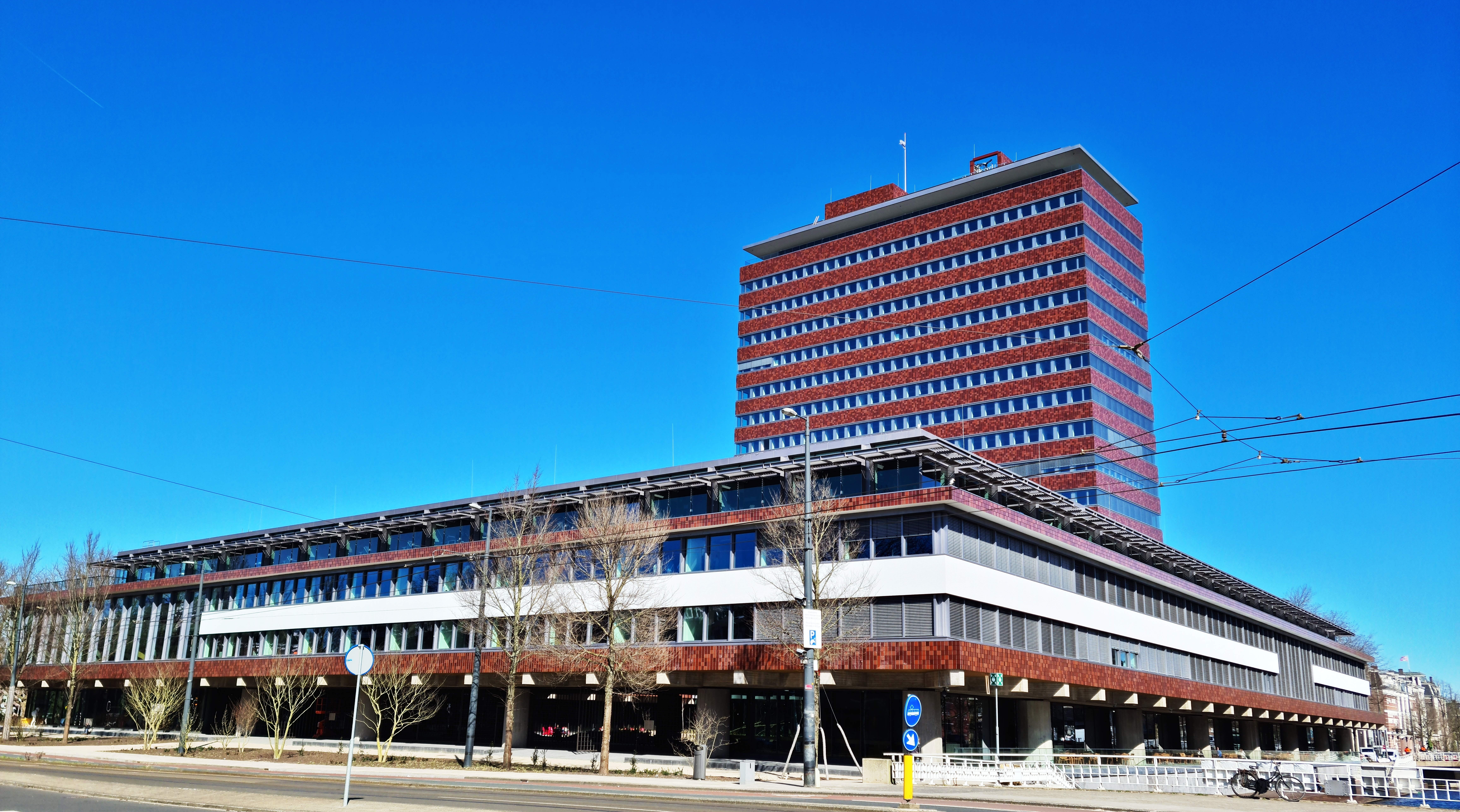
Edificio della banca senza seconda torra, nel 2025

La sede centrale dalla Banca dei Paesi Bassi si trova ad Amsterdam, sulla Frederiksplein. L'edificio è stato costruito nel 1961 su progetto di Marius Duintjer sul sito precedentemente occupato dal Paleis voor Volksvlijt, costruito a metà Ottocento e distrutto da un incendio nel 1929.
Poiché la prima "torre" era diventata troppo piccola, nel 1991 fu aggiunta una seconda torre rotonda, progettata da Jelle Abma, detta "il satellite". Nel 2021 la seconda torre è stata smantellata.
Inoltre la Banca ha quattro agenzie: nella sede centrale, ad Eindhoven, a Hoogeveen e a Wassenaar.
Fino al 1968 la sede della Banca era invece sull'Oude Turfmarkt, nel palazzo che oggi ospita l'Allard Pierson Museum.
Le riserve auree della Banca dei Paesi Bassi sono solo parzialmente custodite all'interno della nazione, la maggior parte di esse sono conservate all'estero, fra Stati Uniti d'America, Canada e Regno Unito.

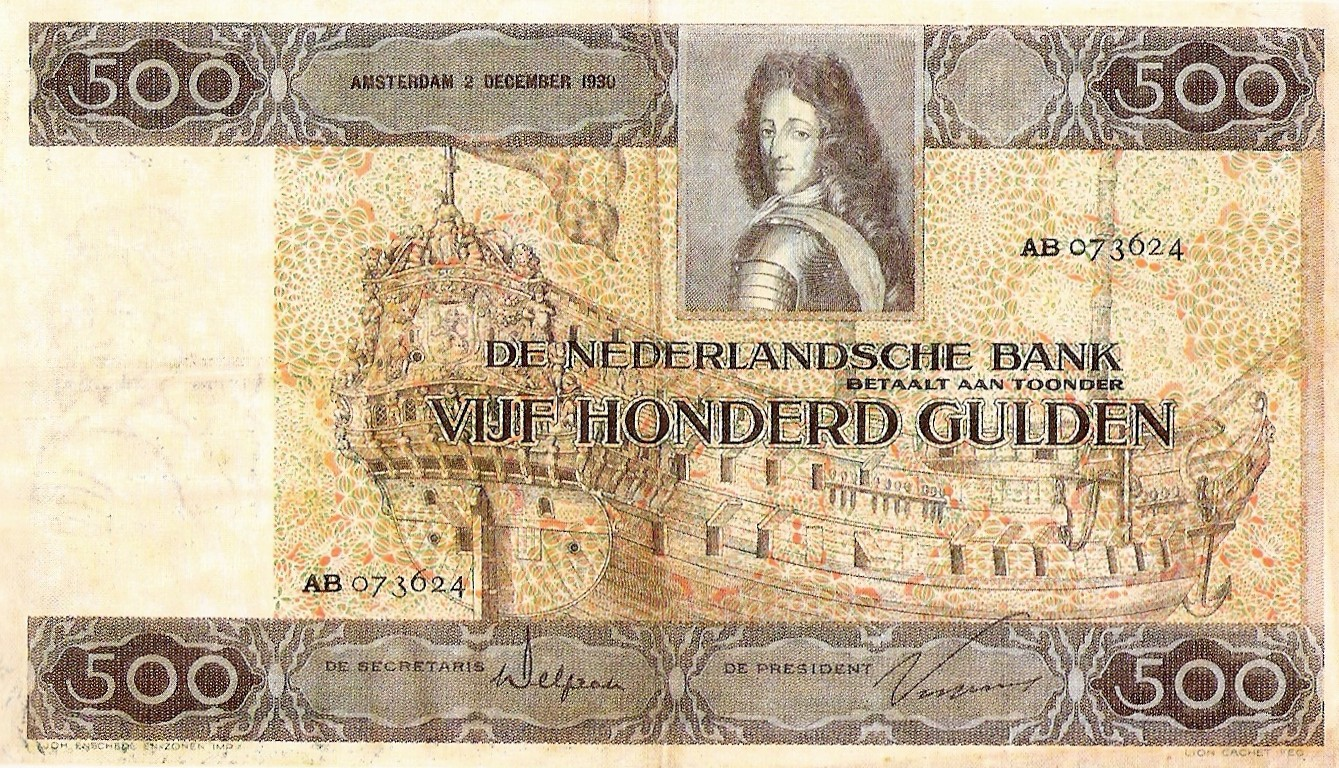
Banconota da 500 fiorini del 1930

## Presidenti
| Presidente della Banca dei Paesi Bassi | Presidente della Banca dei Paesi Bassi    | Presidente della Banca dei Paesi Bassi | Mandato                                                 | Esperienza(e) precedente(i)                                                                                                | Partito                                 |
| -------------------------------------- | ----------------------------------------- | -------------------------------------- | ------------------------------------------------------- | --- | --------------------------------------- |
|                                        |                                           | Paul Iwan Hogguer                      | 1814–1816                                               | | Indipendente                            |
|                                        |                                           | Jan Hodshon                            | 1816–1827                                               | | Indipendente                            |
|                                        |                                           | Jaques Teysset                         | 1827–1828                                               | | Indipendente                            |
|                                        |                                           | Jacob Fock                             | 1828–1835                                               | | Indipendente                            |
|                                        |                                           | Willem Mogge Muilman                   | 1835–1844                                               | | Indipendente                            |
|                                        |                                           | Abraham Fock                           | 1844–1858                                               | | Indipendente                            |
|                                        |                                           | Hendrik Croockewit                     | 1858–1863                                               | | Independent                             |
|                                        |                                           | Willem Mees                            | 1863–1884                                               | | Indipendente                            |
|                                        |                                           | Nicolaas Pierson                       | 1885–1891                                               | | Unione Liberale                         |
|                                        |                                           | Norbertus van den Berg                 | 1891–1912                                               | | Indipendente                            |
|                                        |                                           | Gerard Vissering                       | 1912–1931                                               | | Indipendente                            |
|                                        |                                           | Leonardus Trip                         | 1931–1941                                               | | Indipendente                            |
|                                        |                                           | Meinoud Rost van Tonningen             | 1941–1945                                               | | Movimento Nazional-Socialista           |
|                                        |                                           | Leonardus Trip                         | 1945–1946                                               | | Indipendente                            |
|                                        |                                           | Marius Holtrop (1902–1988)             | 1° maggio 1946 – 1° maggio 1967 (21 anni e 0 giorni)    | | Indipendente                            |
|                                        |                                           | Jelle Zijlstra (1918–2001)             | 1° maggio 1967 – 1° gennaio 1982 (14 anni e 245 giorni) | Ministro degli affari economici (1952–1959) Ministro delle finanze (1958–1963) (1966–1967) Ministro presidente (1966–1967) | Partito Anti-Rivoluzionario (1967–1980) |
|                                        | Appello Cristiano Democratico (1980–1982) | Jelle Zijlstra (1918–2001)             | 1° maggio 1967 – 1° gennaio 1982 (14 anni e 245 giorni) | Ministro degli affari economici (1952–1959) Ministro delle finanze (1958–1963) (1966–1967) Ministro presidente (1966–1967) |                                         |
|                                        |                                           | Wim Duisenberg (1935–2005)             | 1° gennaio 1982 – 1° luglio 1997 (15 anni e 151 giorni) | Ministro delle finanze (1973–1977)                                                                                         | Partito del Lavoro                      |
|                                        |                                           | Nout Wellink (1943)                    | 1° luglio 1997 – 1° luglio 2011 (14 anni e 0 giorni)    | Tesoriere generale (1977–1981)                                                                                             | Appello Cristiano Democratico           |
|                                        |                                           | Klaas Knot (1967)                      | 1° luglio 2011 – in carica (14 anni e 76 giorni)        | | Indipendente                            |